# Senza fare sul serio
Senza fare sul serio è un singolo della cantautrice italiana Malika Ayane, pubblicato il 10 aprile 2015 come secondo estratto dal quarto album in studio Naïf.

## Descrizione
Prodotto da Axel Reinemer e Stefan Leisering, Senza fare sul serio è stato scritto dalla stessa Ayane insieme a Pacifico, mentre la musica è firmata da Matteo Buzzanca e Edwyn Clark Roberts.
La critica specializzata ha definito il brano come uno dei «più rappresentativi del nuovo lavoro di Malika Ayane con arrangiamenti minimal e ritmi dance».

## Video musicale
Il video, diretto da Federico Brugia e girato a Budapest, è stato pubblicato il 14 aprile 2015 attraverso il canale YouTube della cantante.

## Classifiche

### Classifiche settimanali
| Classifica (2015) | Posizione massima |
| ----------------- | ----------------- |
| Belgio (Vallonia) | 95                |
| Italia            | 10                |

### Classifiche di fine anno
| Classifica (2015) | Posizione |
| ----------------- | --------- |
| Italia            | 25        |